# Parafia Niepokalanego Poczęcia Najświętszej Maryi Panny w Czarni k. Myszyńca
Parafia pw. Niepokalanego Poczęcia Najświętszej Maryi Panny w Czarni koło Myszyńca – rzymskokatolicka parafia należąca do dekanatu Myszyniec, diecezji łomżyńskiej, metropolii białostockiej. Parafię prowadzą księża diecezjalni.

## Historia
Parafia została erygowana w 1891.

## Obszar parafii

### Miejscowości i ulice
W skład parafii należą wierni z miejscowości:

- Czarnia,
- Bandysie,
- Brzozowy Kąt,
- Cupel,
- Cyk,
- Długie,
- Michałowo,
- Rutkowo
- Surowe.

## Galeria

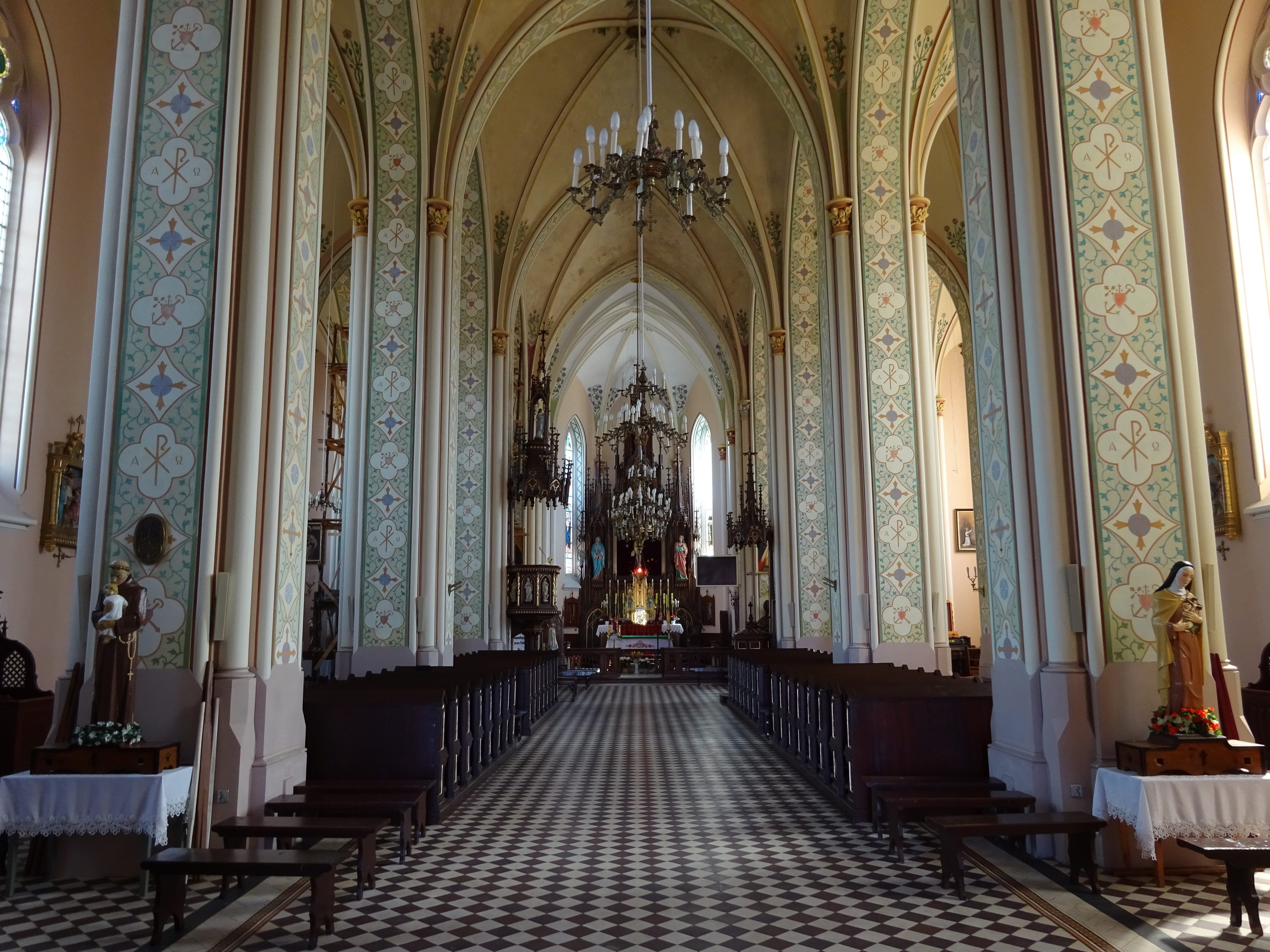
Nawa główna kościoła